# Suite Doble (banda)
Suite Doble fue un dúo de rock pop originario de Costa Rica, formado por Bernal Villegas y Marta Fonseca, guitarrista y cantante respectivamente. Caracterizado por desarrollar letras primordialmente metafóricas y su gran sentido melódico, el dúo tuvo un éxito considerable a lo largo de su carrera en Costa Rica y Centroamérica hasta que se desintegró a finales del año 2004.

## Historia

### Inicios
El dúo se formó concretamente en diciembre de 1995. Para ese entonces ambos músicos ya contaban con amplia experiencia dentro de la escena musical local: Marta Fonseca formó parte del grupo Amalgama a finales de los años 80 y de Los Duros en 1995, mientras que Bernal Villegas había participado en 50 al Norte y Modelo para Armar, ambas agrupaciones consideradas emblemáticas dentro del rock costarricense. Fue el esposo de Fonseca y  el que fuese a la vez representante del grupo Modelo para Armar, Gustavo Pacheco, quien unió a ambos músicos.
En ese momento decidieron nombrarse simplemente "69", inspirados por el equilibrio y armonía que representa el número en si.
Así, ya con la base formada, empiezan en el proceso de componer música original para lo que vendría a ser en el futuro el 1.er disco del dúo: 69.

### Recibimiento
El dúo debutó con 69 en 1998, aunque tomó la decisión de cambiarse el nombre por "Suite Doble". El disco, conteniendo 12 canciones, fue presentado a Sony Music y fue aceptado de inmediato. El disco obtuvo un éxito instantáneo en el país y el resto de Centroamérica con el 1.er sencillo, "Profanar". Para la grabación del mismo contaron con la participación de Danilo Guzmán en la batería y de Sergio Pacheco en el bajo
El 2.º sencillo promocional, "6", cumplió las mismas expectativas que "Profanar", ayudando a dar a conocer y promover la calidad musical del dúo.
Como punto culminante, 69 fue galardonado por la ACAM como "Mejor producción del año", además de otorgar a Bernal Villegas el premio de "Mejor compositor popular". Marta Fonseca fue nominada como "Mejor autora".
Además de esto, el diario La Nación denominó a Suite Doble como el "mejor grupo de Rock del 99", a Marta Fonseca como "mejor cantante femenina" y a Bernal Villegas como el "mejor guitarrista rock".
A estas alturas, el dúo ya había compartido tarima con artistas como Fito Páez y Aleks Syntek.

### Pausa y 2.º disco
Después de haber estado de gira por Costa Rica, Guatemala, Honduras y Panamá por motivo de la promoción de 69, Suite Doble hizo una pausa que los alejó de los escenarios durante un tiempo considerable, debido al nacimiento de Daniela, la 2.ª de hija de Marta Fonseca.
Es en el 2000 cuando sale al mercado el 2.º disco, titulado Suite Doble. El 1.er sencillo fue "Tú y yo", obteniendo una rotación considerable en radioemisoras costarricenses y centroamericanas.
Sin embargo, el segundo sencillo titulado "Al final" tuvo aún más rotación al llamar la atención de una firma comercial, que incluyó esta canción en un comercial de televisión que se proyectó en ese entonces en toda Latinoamérica. "Al final" es tal vez la canción más conocida y exitosa del dúo.
En este disco sobresale la guitarra como instrumento base, con líneas rítmicas fuertes y con una preponderancia de las voces en un primer plano. Para la promoción de este disco, Suite Doble programó una gira a nivel nacional, contando con la participación de músicos como Sergio Pacheco y Kin Rivera jr., además de alternar ocasionalmente con José Capmany y Calle Dolores.

### Final
Para el año 2002, Suite Doble se enrumba en una gira desenchufada que culminaría con la grabación del disco Acústico, grabado en vivo en el Jazz Café en San José, el 1 de agosto del mismo año. El dúo estuvo acompañado por Chalo de Trejo (Bajo) y Carlos Morales (Batería). El disco salió al mercado en diciembre, llegando a alcanzar ventas de 10.500 unidades.
Para el año 2003, el grupo empezó a trabajar en lo que sería su 3.er disco de estudio junto a la agrupación Editus; según reportes, ya tenían listo alrededor de un 80% de dicha producción, pero el dúo se separó a finales del 2004.

### Integrantes
- Marta Fonseca: Voz
- Bernal Villegas: Guitarra y coros

## Discografía

### Álbumes de estudio
- 69
- Suite Doble

### Álbumes en vivo
- Acústico

### Videografía
- Profanar
- Tú y yo (con imágenes del acústico en vivo)
- Al final
- Tiempo (acústico en vivo)